# Pelicano-oriental
O pelicano-oriental, também chamado pelicano-de-bico-pintado ou pelicano-cinzento (Pelecanus philippensis) é uma ave da ordem dos Pelecaniformes. Vive em um grande território que inclui a China, Índia, Filipinas e Indonésia. Não se conhecem subespécies.